# Sliders
Sliders es una serie televisiva de ciencia ficción estadounidense de cinco temporadas, emitida desde 1995 hasta el 2000. En España fue conocida como Salto al infinito y en Hispanoamérica como Deslizadores.
La serie se centraba en un grupo de personas que se "deslizaban" entre mundos paralelos a través de un agujero de gusano, en referencia a la teoría del puente de Einstein-Rosen. Fue emitida en FOX en sus primeras tres temporadas, a partir de ese momento la serie fue producida y emitida por el canal SyFy.

## Argumento
Quinn Mallory es un joven que desarrolla una tecnología que permite viajar entre dimensiones abriendo portales. Durante una prueba él, su profesor, su mejor amiga y un cantante que pasaba por el lugar son accidentalmente trasladados a un universo paralelo perdiendo la ubicación de su dimensión de origen. Extraviados en el multiverso, la única forma en que pueden intentar volver a su mundo de origen es saltar de una dimensión a otra esperando llegar eventualmente a su hogar o descubrir en alguno de estos un método que se los permita.
El constante viaje entre dimensiones les hace atestiguar una y otra vez diferentes versiones de la sociedad humana y la vida en la Tierra, ya que en cada mundo la historia o las leyes de la física funcionan de forma diferente, produciendo leves o radicales diferencias dependiendo de cada mundo. En estas condiciones se verán involucrados constantemente en situaciones en las que deberán resolver misterios, pelear contra sociedades autoritarias, mundos impensables, criaturas desconocidas e incluso convivir, pelear o suplantar a sus propios alter ego.

## Cambio de temática
La naturaleza de la serie cambió a lo largo de su historia. En las dos primeras temporadas se centró en sucesos históricos alternativos y cambios en las normas sociales, explicando qué hubiera pasado si nunca se hubiera inventado la penicilina o si Estados Unidos nunca hubiera ganado la guerra de la independencia.
En la tercera temporada la premisa de la serie cambió, incluyendo episodios con más acción e incluyendo pequeños guiños a algunas películas. Esto se debió a la presión de los productores del canal que llegaron al punto de introducir a un nuevo personaje, Maggie Beckett, en un intento de atraer a una audiencia más joven. Estas interferencias de los productores llevaron al creador de la serie a abandonar su proyecto.
En la cuarta temporada la principal línea argumental se centra en la guerra contra los Kromagg dejando a la serie una temática de sólo acción. Se incluye a un nuevo personaje Colin Mallory, y Wade Wells deja la serie. A partir de esta temporada el argumento de la guerra Kromagg presenta inconsistencias con lo planteado en las temporadas anteriores; como un cambio en su apariencia y habilidades físicas; también se descarta que en la tercera temporada, en el episodio La otra cara de la oscuridad, se descubrió que una versión alterna de Quinn les regaló la tecnología de deslizamiento, en su lugar, a partir de este momento se dice que la conquista interdimensional inició mucho antes que Quinn y sus otras versiones nacieran.
Esta temática no perduró ni convenció a los fanes de la serie, por lo que en la quinta y última temporada tratan de regresar a la vieja temática de viajar por los mundos alternos; pero debido a los despidos de los viejos actores como John Rhys Davies o Jerry O'Connell, la temporada fue un fracaso y la serie fue cancelada.

## Temporadas

### Primera temporada
Quinn Mallory, un estudiante de física crea una máquina capaz de abrir vórtices a universos paralelos con ayuda de su "doble" en otro universo es capaz de crear un temporizador para que los objetos vuelvan a su punto de origen después de un tiempo determinado y se usa a sí mismo de conejillo de indias.
Su mejor amiga, Wade Wells, y su mentor/profesor, Maximillian Arturo, se unen a él en la segunda prueba del dispositivo. Pero hay un fallo, el agujero se hace más grande y se lleva también a Rembrandt Brown que conducía su coche cerca de la casa. El primer universo alterno que visitan se encuentra atravesando la edad de hielo; luego de las presentaciones, el grupo decide ir a la casa de Quinn a investigar pero ante la amenaza de un gigantesco tornado activan el contador cuatro horas antes de lo previsto perdiendo las coordenadas por lo que no pueden regresar a su mundo. Desde ese momento, siguen saltando de una dimensión a otra buscando la manera de regresar a casa.
1. Piloto (parte 1)
2. Piloto (parte 2)
3. Verano de amor
4. Príncipe Wails
5. Fiebre
6. Últimos días
7. El sexo débil
8. Cabeza de huevos
9. Vuelve el rey
10. Suerte

### Segunda temporada
En el episodio "invasión" aparecen por primera vez los Kromagg que serán parte fundamental en otras temporadas de la serie. En el primer capítulo de la temporada llegan a su mundo original pero no permanecen en él ya que sólo tienen unos segundos para decidir si se quedan y Quinn cree que en realidad no es su lugar de origen porque la puerta de su casa no chirría cosa que siempre había hecho, lo que no saben es que el jardinero la engrasó en su ausencia.
1. Hacia la mística
2. Dioses del amor
3. Gillian de los espíritus
4. El bueno, el malo y el rico
5. El sid
6. Tiempo y tiempo repetido
7. In dino veritas
8. Síndrome post-traumático de deslizamiento
9. Obsesión
10. Gente importante
11. Jóvenes e implacables
12. Invasión
13. El tiempo pasará

### Tercera temporada
Al principio de ésta, el escenario cambia y la mayoría de los episodios tienen lugar en versiones diferentes de Los Ángeles. Hacia la mitad de la temporada, llegan a un mundo que está a punto de ser destruido en el que ayudan al ejército a desarrollar la tecnología de deslizamiento para evacuar a la población a otro mundo. Es aquí cuando se les une Maggie Beckett. A partir de este punto se dedican a perseguir a Rickman, quien mata al profesor Maximilian y roba el contador original que tiene las coordenadas para volver a su mundo. Al final de la temporada, Rembrandt y Wade Wells regresan a la Tierra original, pero Quinn y Maggie pierden el deslizamiento.
1. Reglas del juego
2. Engaño
3. Tornado eléctrico prueba ácida
4. El guardián
5. Los señores de los sueños
6. Tormenta del desierto
7. Salto al dragón
8. El fuego interior
9. El príncipe de los deslizamientos
10. Muerto por deslizamiento
11. El estado ART
12. Feliz navidad
13. Un assesinato horrible
14. Deslízate como un egipcio
15. Paraíso perdido
16. Éxodo (1/2)
17. Éxodo (2/2)
18. Únicos supervivientes
19. La cría
20. Los restos del Eden
21. La otra cara de la oscuridad
22. Deslizador
23. Dinodeslizamiento
24. Stoker
25. Este deslizamiento del paraíso

### Cuarta temporada
Quinn y Maggie vuelven a la Tierra original y rescatan a Rembrandt, aunque no consiguen salvar a Wade, que es llevada a un campo de reproducción. Quinn descubre que no es de ese mundo, y que sus verdaderos padres le enviaron allí para salvarle de los Kromaggs. Junto con un recién descubierto hermano, Colin Mallory, y sus dos otros compañeros, buscarán el mundo primigenio de los Kromaggs para encontrar un arma que pueda destruirles.
1. Génesis
2. Profetas y pérdidas
3. Tierra común
4. Deslizamiento virtual
5. Mata mundos
6. Hermano, ¿dónde estás?
7. Solo di si
8. El horror alternativo
9. Jaula de deslizamiento
10. Asylum
11. California Reich
12. Los campos enfermos
13. Lipschitz en vivo
14. Madre e hijo
15. Valor de red
16. Deslízate por hilo
17. Mundo de datos
18. Camino del oeste
19. El clon de mi hermano
20. La grieta
21. Carreteras tomadas
22. Revelaciones

### Quinta temporada
En esta temporada cambia el protagonista por su doble de otro mundo debido a que Jerry O'Connell, el actor que lo interpretaba, abandona la serie.
En el último capítulo Rembrandt, el único que queda del grupo original, se dirige a su hogar tras inyectarse un virus que debería ser capaz de destruir a los Kromaggs. No es revelado si lo consigue o no.
1. El hombre presuntuoso
2. Física aplicada
3. Extraños y camaradas
4. La gran obra
5. Dioses nuevos para los antiguos
6. Por favor, pulse uno
7. Un asunto de actualidad
8. Swin y cafeína
9. El regreso de Maggie Beckett
10. Fácil deslizamiento
11. Réquiem
12. Mapa mental
13. Un millar de muertes
14. Metal pesado
15. Atrapar al ladrón
16. Polvo
17. El ojo de la tormenta
18. El profeta

## Reparto
- Quinn Mallory (Jerry O'Connell), un estudiante de física que quería crear un aparato anti-gravitacional, pero accidentalmente creó una máquina capaz de transportar cosas a otros universos paralelos. Temporadas 1-4.
- Wade Wells (Sabrina Lloyd), trabajadora del Doppler Computer Store. Se deslizó con Quinn en el primer episodio. Temporadas 1-3. Voz en Réquiem, temporada 5.
- Rembrandt Brown (Cleavant Derricks), cantante, iba a cantar el himno nacional a un estadio cuando el vórtice de Quinn se agranda y atrae a su auto al portal. Temporadas 1-5.
- Profesor Maximillian Arturo (John Rhys-Davies), profesor de física de Quinn. Se desliza junto a este último y Wade. Temporadas 1-3.
- Maggie Beckett (Kari Wührer), la conocen en una Tierra a punto de ser destruida por un grupo de púlsares que pasan por el sistema solar; anteriormente era soldado, se desliza con Quinn, Wade y Rembrandt en Éxodo (segunda parte) para matar a Angus Rickman, quien había matado a su esposo y a Max. Además, su mundo fue destruido por los púlsar. Temporadas 3-5.
- Colin Mallory (Charlie O'Connell), hermano de Quinn, fue abandonado en otro mundo al igual que su hermano por sus padres, para defenderlos de la guerra con los kromaggs, pero jamás lo pudieron encontrar porque los dobles de sus padres de ese mundo habían muerto. Temporada 4.
- Quinn Mallory (2) alias Mallory (Robert Floyd), es una mezcla del Quinn original con el Quinn de otra tierra. Fue fusionado por el Dr. Oberon Geiger (Peter Jurasik) en el episodio El Hombre Presuntuoso, buscando una forma de separarlo del Quinn original los Deslizadores se lo llevan por el resto de la serie. Temporada 5.
- Dra. Diana Davis (Tembi Locke), ayudante del dr. Geiger, se desliza con Mallory, Rembrandt y Maggie al descubrir que Geiger había interferido con el deslizamiento de Quinn y Colin dejando a este último atorado en el espacio - tiempo, y usando a Quinn como conejillo de indias. Temporada 5.

## Elementos de la serie

### Cronómetro
Es un aparato pequeño similar a un mando a distancia que les permite deslizarse de un mundo a otro. Tiene un temporizador digital que muestra una cuenta regresiva que indica el tiempo específico que van a estar en cada universo y se abre automáticamente cuando llega a cero, pero si no cruzan el portal no podrán abandonar ese mundo durante los próximos 29 años; ya que el deslizamiento necesita condiciones específicas para darse, como la sincronización entre realidades, el conteo no es un lapso constante, usualmente la ventana entre un deslizamiento y otro es de unas horas o días, pero en algunas ocasiones han llegado al extremo de durar varias semanas o incluso un par de segundos. 
El cronómetro es dañado, robado o destruido en algunos episodios pero siempre consiguen repararlo, recuperarlo e incluso reemplazarlo por otro. Algunos de los cronómetros usados pueden guardar coordenadas de los mundos donde han estado, pero la pérdida de datos o del cronómetro les puede llevar a perder las coordenadas de esos mundos específicos.

### Dobles
Este es uno de los conceptos con los que más se juega en la serie. En cada universo que visitan existen diferentes versiones de ellos mismos. En ocasiones sus dobles son bastante similares a los originales mientras que en otras son radicalmente opuestos, en algunos casos de otra raza o sexo.

### Intro

#### Latinoamérica
Primera temporada: "Que pensaría usted si encontrará la Tierra en distintas dimensiones, encontré la entrada"
Segunda temporada: ¿"que pensaría usted si fuera posible viajar a mundos paralelos? ¿El mismo año, la misma tierra, pero diferentes dimensiones? 
¿Un mundo donde los rusos gobernaron América? ¿O de dónde sus sueños de ser una superestrella se volvieran realidad ? ¿O dónde California sea un país independiente? Mis amigos y yo encontramos la entrada."
Quinta temporada: ¿"Y si encontraras un portal a un universo paralelo? ¿Qué tal si pudieras deslizarte a miles de mundos diferentes donde es el mismo año, y tu eres la misma persona, pero todo lo demás es diferente? ¿Y que tal si no encontraras el camino a casa"?

#### España
Primera temporada: "Imagínate que pudieseis hallar nuevos mundos aquí en la Tierra, donde todo fuese diferente. El mismo planeta con dimensiones diferentes. ¡He encontrado la puerta!"
Segunda temporada: "¿Qué pasaría si pudiérais viajar a mundos paralelos? El mismo año, la misma Tierra, pero dimensiones diferentes. Un mundo en el que los rusos gobernasen América, o en el que vuestro sueño de ser una estrella del rock se hiciese realidad, o en el que San Francisco fuese una prisión de alta seguridad. Mis amigos y yo hemos encontrado la puerta, ahora solo tenemos un problema: encontrar el camino de vuelta a casa"
Tercera temporada: "¿Y si encontraseis una puerta a un universo paralelo? ¿Y si pudieseis deslizaros a miles de mundos diferentes? Donde fuese el mismo año y fueseis la misma persona, pero todo lo demás fuese diferente. ¿Y si luego no pudieseis encontrar el camino de vuelta a casa?"
Cuarta y quinta temporada: "¿Y si encontraras un portal a un universo paralelo? ¿Y si pudieras entrar en mil mundos distintos? Donde fuera el mismo año y tú la misma persona, pero todo lo demás fuera diferente. ¿Y si no pudieras encontrar el camino de regreso a casa?"

### Vórtice
Es un puente entre dimensiones que se abre con el cronómetro; en los primeros episodios se le conoce como "puente de Einstein-Rosen-Podolsky," Hasta inicios de la tercera temporada, el vórtice es como un torbellino transparente, hasta que crean nuevos cronómetros en diferentes episodios y se empiezan a ver vórtices de diferentes colores. En las cuarta y quinta temporada, el vórtice aparecía como torbellino azul opaco. En ocasiones han dicho que el vórtice se cierra el solo tras unos 60 segundos aunque en muchos episodios continua abierto por más tiempo, mientras que en otros se cierra pocos segundos después de ser abierto, justo después de que todos los protagonistas salten a su interior.
Durante la primera temporada el Profesor Arturo mencionaría en una ocasión a Rembrandt que el cronómetro de Quinn había sido diseñado para mover una cantidad de materia específica entre las dimensiones; sin embargo a la hora de iniciar el primer salto, Wade se sumó al experimento y posteriormente Rembrandt también cayó accidentalmente dentro, por lo que ahora viajan cuatro personas constantemente a través de un vórtice diseñado para una cantidad menor, lo cual le exigiría más allá de los parámetros de seguridad en cada viaje al dispositivo, en palabras del Profesor "Cada vez que nos deslizamos, corremos el riesgo de acabar convertidos en una fina capa de mermelada repartida homogéneamente a lo largo de todos los universos"; tras perfeccionar la tecnología del deslizamiento y diseñar los nuevos cronómetros a lo largo de las siguientes temporadas, este peligro parece haber sido dejado atrás.
- Datos: Q589187